# Мыльников, Александр Сергеевич
Алекса́ндр Серге́евич Мы́льников (24 августа 1929, Ленинград — 3 февраля 2003) — советский и российский историк-славист. Доктор исторических наук (1972), заслуженный деятель науки Российской Федерации (1999).

## Биография
Из служащих. В 1952 году окончил юридический факультет ЛГУ, где под руководством И. И. Яковкина специализировался по истории средневекового славянского права. Посещал также лекции на историческом и филологическом факультетах.
После окончания университета свыше 20 лет работал библиографом в Государственной публичной библиотеке им. М. Е. Салтыкова-Щедрина, в 1962-1973 годах был заведующим отделом рукописей и редкой книги. В 1958 году защитил диссертацию на соискание учёной степени кандидата исторических наук «Чешская политическая и историческая мысль в библиографических трудах чешских ученых и публицистов (20-40-е гг. XIX в.)». В 1972 году защитил докторскую диссертацию «Возникновение национально-просветительской идеологии в чешских землях XVIII в.».
С 1973 года А. С. Мыльников работал в Ленинградской части Института этнографии АН СССР (старший научный сотрудник, с 1986 года — заведующий отделом). В 1992—1997 годах — директор Музея антропологии и этнографии им. Петра Великого.

## Научная деятельность
Среди исследовательских интересов А. С. Мыльникова основное место занимали проблемы истории культуры, общественной мысли, книгопечатания славянских стран, в особенности Чехии, в XVIII—XIX веках. Многие работы были посвящены изучению рукописных собраний, хранящихся в Ленинграде. С 1980-х годов учёный также занимался историей правления российского императора Петра III, значительно корректируя его негативный образ, сложившийся в историографии.

## Основные труды
- Павел Шафарик — выдающийся учёный-славист. — М.; Л.: Изд-во АН СССР, 1963. — 112, [2] с.
- Публичная библиотека: 150 лет. Ленинград : Лениздат, 1964. 139 с. В соавторстве с Ю. С. Афанасьевым.
- Рукописные фонды ленинградских хранилищ: Краткий справочник по фондам библиотек, музеев, научно-исследовательских учреждений. Ленинград, 1970. 92 с.
- Чешская книга: Очерки истории. (Книга. Культура. Общество). Москва : Книга, 1971. 208 с.
- Йозеф Юнгман и его время. — М.: Наука, 1973. — 160 с. — (Из истории мировой культуры).
- Эпоха Просвещения в Чешских землях: идеология, национальное самосознание, культура. Москва: Наука, 1977. 200 с.
- Основы исторической типологии культуры : Учебное пособие. Ленинград : ЛГИК, 1979. 94 с.
- Культура чешского Возрождения / Академия наук СССР. — Л.: Наука. Ленингр. отд-ние, 1982. — 176 с. — (Из истории мировой культуры).
- Легенда о русском принце: (Русско-славянские связи XVIII в. в мире народной культуры) / Академия наук СССР. — Л.: Наука. Ленингр. отд-ние, 1987. — 176 с. — (Из истории мировой культуры).
- Искушение чудом: «Русский принц», его прототипы и двойники-самозванцы / Академия наук СССР. — Л.: Наука. Ленингр. отд-ние, 1991. — 272 с. — 74 000 экз. — ISBN 5-02-027298-1.
- Картина славянского мира: взгляд из Восточной Европы: этногенетические легенды, догадки, протогипотезы XVI – начала XVIII века. — СПб.: Центр «Петербургское востоковедение», 1996. — 314 с. — ISBN 5-85803-063-7.
- Народы Центральной Европы: формирование национального самосознания, XVIII—XIX вв.. — СПб.: Петрополис, 1997. — 176 с.
- Картина славянского мира: взгляд из Восточной Европы. Представления об этнической номинации и этничности XVI – начала XVIII вв.. — СПб.: Петербургское востоковедение, 1999. — 400 с. — ISBN 5-85803-117-X.
- Пётр III : Повествование в документах и версиях. — М.: Молодая гвардия, 2002. — 512, [32] с. — (Жизнь замечательных людей; Вып. 1024 (824)). — ISBN 5-235-02490-7.
- Картина славянского мира: взгляд из Восточной Европы. — СПб.: Наука, 2016. — 632 с. — (Русская библиотека). — ISBN 978-5-02-037153-8.